# Monkeybone
Pour plus de détails, voir Fiche technique et Distribution.
Monkeybone est un film américain réalisé par Henry Selick et sorti en 2001. Il s'agit d'une  comédie fantastique combinant prises de vues réelles et l'animation image par image.

## Synopsis
Le dessinateur Stu Miley est le créateur d'un nouveau personnage de BD à la popularité grandissante, Monkeybone, un petit singe. Monkeybone est tout le contraire de son auteur; impertinent, malin, obscène, cupide et immoral. Ce sont ces défauts qui assurent le succès du personnage. Stu connaît la gloire et s'apprête à épouser le docteur Julie McElroy, la femme de ses rêves. Cependant, il est victime d'un grave accident de voiture et se retrouve plongé dans le coma. Il dérive dans son imaginaire et pénètre à Downtown, un monde étrange peuplé de créatures bizarres. C'est l'endroit où aboutissent généralement toutes les personnes se situant entre la vie et la mort. Celles-ci doivent prendre une décision, retrouver le chemin de la conscience ou sombrer dans un sommeil éternel. Stu a 12 heures pour quitter ce monde hostile avant que La Mort vienne le chercher. Il trouve alors de l'aide auprès de Monkeybone.

## Fiche technique
- Titre : Monkeybone
- Réalisation : Henry Selick
- Scénario : Sam Hamm, d'après le roman graphique Dark Town de Kaja Blackley
- Musique : Anne Dudley
- Photographie : Andrew Dunn
- Montage : Jon Poll, Nicholas C. Smith et Mark Warner
- Production : Michael Barnathan et Mark Radcliffe
- Société de production : 1492 Pictures, Twentieth Century Fox Animation et Twitching Image Studio
- Société de distribution : UGC-Fox Distribution (France) et 20th Century Fox (États-Unis)
- Pays :  États-Unis
- Genre : Comédie et fantastique
- Durée : 93 minutes
- Dates de sortie : 
  - États-Unis : 23 février 2001
  - France : 1er août 2003 (DVD)

## Distribution
- Brendan Fraser (V. F. : Gérard Darier) : Stu Miley
- Bridget Fonda (V.F. : Nathalie Juvet) : Dr Julie McElroy
- Rose McGowan (V. F. : Martine Irzenski) : Kitty
- Whoopi Goldberg (V. F. : Maïk Darah) : La Mort
- Dave Foley (V. F. : Bruno Choël) : Herb
- John Turturro (V. F. : Éric Metayer) : Monkeybone (voix)
- Chris Kattan (V. F. : Patrick Mancini) : Le donneur d'organe
- Giancarlo Esposito (V. F. : Thierry Desroses) : Hypnos
- Sandra Thigpen (V. F. : Annie Milon) : Alice
- Megan Mullally (V. F. : Manoëlle Gaillard) : Kimmy Miley
- Thomas Haden Church (V. F. : Joël Zaffarano) : l'assistant de la Mort (non crédité)
- Bob Odenkirk : Le chirurgien
- Lisa Zane : Méduse
- Roger L. Jackson : Arnold the Super Reaper
- Jon Bruno (V. F. : Jérôme Keen) : Stephen King
- Owen Masterson : Jack l'Éventreur
- Shawnee Free Jones : Lizzie Borden
- Jen Sung Outerbridge : Attila
- Ilia Volok : Grigori Raspoutine
- Claudette Mink : Mary Typhoïde